# Luciferian
Luciferian es una banda de Black Metal con un sonido muy denso y extremo, proveniente de Colombia, formada en 1996 en Armenia (Quindío).  La banda está fuertemente influenciada por bandas como Gordoth, Marduk, Dark Funeral y Gargamel. Sus letras hablan especialmente sobre anticristianismo y satanismo. Su música rápida y bien estructurada los convierte en una de las bandas más representativas del Black Metal Sudamericano hoy día.
En 1999 lanzan un demo titulado "Place of the final throne",  el cual les abre las puertas para iniciar una serie de conciertos en su país.
En 2004 y 2005 graban el álbum "Supreme Infernal Legions" (su más "importante" grabación) el cual les da buen reconocimiento.
Ellos han realizado extensivas giras por Sudamérica en el 2006, 2008, 2013, 2015 y 2018, y han sido soporte de grandes bandas como Mayhem (Nor), Immortal (Nor), Marduk (Sue), Dark Funeral (Sue) y Gorgoroth (Nor), logrando consolidarse como una de las bandas más representativas de Black metal en Sudamérica.
En 2011 graban el álbum "I Am Perverse".
En marzo de 2014 viajan a Europa para uno de los festivales de metal más importantes de Noruega , el "Trondheim Metal Fest" con la participación de bandas como BEHEMOTH, AT THE GATES, CARACH ANGREN, KEEP OF KALESSIN, entre otros.
En 2014 graban el álbum "The Path of the Burning Serpent" , el cual es lanzado en el 2015 bajo el sello Satan's Retaliation Prod.
El nombre de la banda simboliza para ellos lujuria, poder y libertad, líricamente muy influenciados por Anton Szandor LaVey.

## Discografía

### Demos
- Place of the final throne (1999)
- Promo 2003 (2003)
- Dark (2008)

### Splits
- From Underground to the Black Mass... (2012)
- Destroyers of Christian Faith (2016)
- Alianza maldita sudamericana (2018)

### Álbumes
- Supreme Infernal Legions  (2006)
- I Am Perverse  (2011)
- From Underground To The Black Mass...  Split(2012)
- The Path of the Burning Serpent  (2015)
- Luciferian (2021)

## Miembros

### Actuales
- Héctor Carmona Guitarra-Voz
- Edixon Sepulveda - Batería